# 福島県道242号赤坂東野塙線

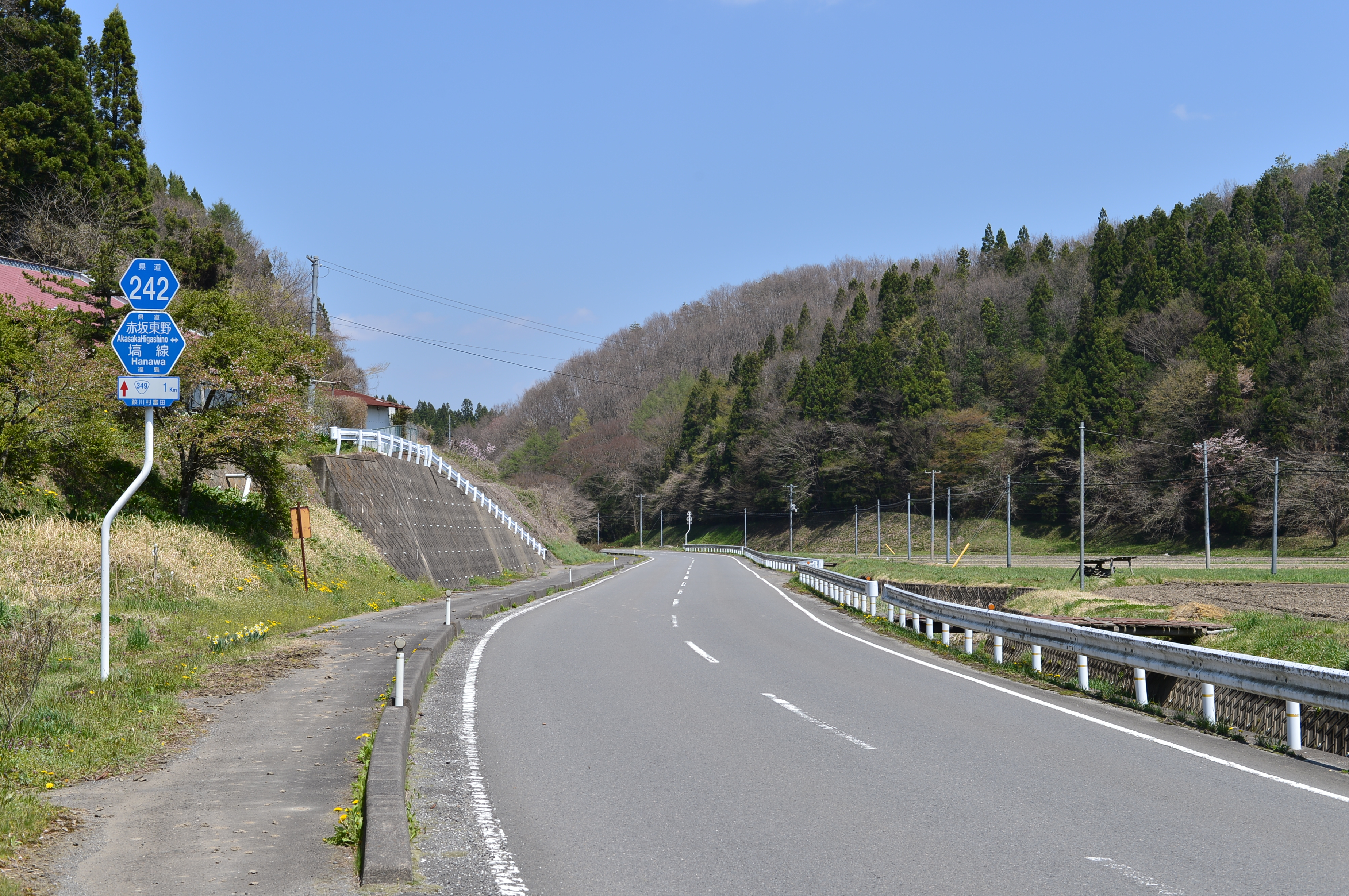
福島県道242号赤坂東野塙線
東白川郡鮫川村富田（2015年4月）

福島県道242号赤坂東野塙線（ふくしまけんどう242ごう あかさかひがしのはなわせん）は、福島県東白川郡鮫川村から塙町に至る一般県道である。

## 路線概要
- 起点：東白川郡鮫川村大字赤坂東野字広畑
- 終点：東白川郡塙町大字塙字上町
- 総延長：14.765 km
  - 実延長：8.754 km[1]

### 重用区間
- 福島県道71号勿来浅川線（東白川郡鮫川村大字赤坂東野字広畑〈起点〉～同郡同村赤坂中野字巡ヶ作）
- 国道289号（東白川郡鮫川村渡瀬字中野町～同郡塙町常世字北野八幡）

### 道路施設
赤坂橋
- 全長：32.9 m
- 幅員：6.0（10.0） m
- 形式：2径間PC連続中空床版桁橋
- 竣工：2008年
- 施工：ピーエス三菱

塙町常世北野字赤坂に位置し、一級水系久慈川水系赤坂川を渡る。当橋梁の直下流が渡瀬川との合流点となる。橋上は上下対向2車線で供用され、上り線側に幅員2.5 mの歩道が設置されている。塙町立塙中学校や塙町立常豊小学校の通学路であるにもかかわらず歩道が未設置で歩行者の交通の危険性があったため、赤坂川の河川改修工事と併せ緊急地方道整備事業、地方特定道路整備事業として建設された。総工費は1億3600万円。

## 沿革
- 1959年8月31日 - 福島県により県道路線に認定される[3]。
- 2016年12月19日 - 国道349号鮫川バイパスの旧道区間が国道指定を解除されるとともに、重用していた福島県道71号勿来浅川線のルートが鮫川バイパス経由に変更されたため、当県道との新たな重用区間が生じる[4]。
- 2017年5月7日 - 起点が鮫川村赤坂中野字巡ヶ作から赤坂東野字広畑に移される。これにより県道71号との重用区間が120 mほど増加した[5]。

## 地理

### 通過する自治体
- 福島県
  - 東白川郡鮫川村 - 塙町

### 接続路線
- 鮫川村内
  - 福島県道71号勿来浅川線 いわき方面（赤坂東野字広畑 起点）
  - 国道349号鮫川バイパス（福島県道71号勿来浅川線 浅川方面重用区間）（赤坂中野字巡ヶ作）
  - 国道289号 いわき方面（渡瀬字中野町）
- 塙町内
  - 国道289号 白河方面（常世字北野八幡）
  - 福島県道・茨城県道27号塙大津港線（塙字上町 終点）

### 沿線
- 鮫川村立鮫川中学校
- 塙町立常豊小学校
- 塙町立塙中学校